# Patih
Met een patih werd in de koloniale tijd op Java bedoeld een plaatsvervanger of vertegenwoordiger van een vorst of regent, hoofd van een regentschapsafdeling. De patih was een hoge bestuursambtenaar binnen het Inlands Bestuur. 